# Албания под венецианска власт
Албания под венецианска власт (на италиански: Albania Veneta) е период на владение на албанските земи от Венецианската република, простиращи се на югоизточния бряг на Адриатическо море, в най-южната част на Далмация, в периода от 1420 до 1797 година.
Венеция губи владенията си в днешна Албания между 1478 и 1571 година и през следващите столетия Венецианска Албания включва главно крайбрежието на Которския залив в днешна Черна гора.